# Phare de Baratti
Le phare de Baratti (en italien : Faro di Baratti) est un phare actif situé à Baratti, une frazione de la commune de Piombino (province de Livourne), dans la région de Toscane en Italie. Il est géré par la Marina Militare.

## Histoire
Le phare a été construit sur le promontoire de Piombino qui domine le port de Baratti. Il a été activé au début du XXe siècle par la Regia Marina. Il est entièrement automatisé et alimenté par le réseau électrique.

## Description
Le phare  est une tour quadrangulaire crénelée en maçonnerie de 4 m de haut, avec terrasse et petite lanterne. La tour est peinte en blanc. Il émet, à une hauteur focale de 75 m, un éclat blanc d'une seconde toutes les 3 secondes. Sa portée est de 9 milles nautiques (environ 17 km).
Identifiant : ARLHS : ITA-... ; EF-2012 - Amirauté : E1390 - NGA : 8988 .

## Caractéristiques dufeu maritime
Fréquence : 3 (W)
- Lumière : 1 seconde
- Obscurité : 2 secondes

|                         |
| Promontoire de Piombino |

|          |
| Le phare |

### Lien connexe
- Liste des phares de l'Italie
- Porto Baratti